# 亞洲女子籃球聯賽
亞洲女子籃球聯賽（英語：Women's Basketball League Asia，縮寫：WBL Asia）為亞洲女子籃球俱樂部頂級賽事，創辦於2024年，第一屆賽事在中华人民共和国四川省成都市進行。

## 歷屆成績
| 年份 | 舉辦地 | 冠軍         | MVP  | 參考  |
| ---- | ------ | ------------ | ---- | ----- |
| 2024 | 成都   | 四川远达美乐 | 韩旭 | [ 2 ] |